# Michael Winslow
Michael Leslie Winslow (Spokane, 6 settembre 1958) è un attore e showman statunitense.

## Biografia
È conosciuto come "L'uomo dai 10.000 suoni" per la sua abilità nel riprodurre suoni della realtà con l'uso della voce. Deve la sua notorietà all'aver partecipato a tutti i 7 film della serie Scuola di polizia, vestendo i panni di Larvell Jones. Ha avuto un ruolo da coprotagonista nella seconda stagione di Detective Extralarge, accanto a Bud Spencer. Ha partecipato nel 1987, al film Balle spaziali di Mel Brooks, con un piccolo cameo.

## Filmografia parziale

### Cinema
- Scuola di polizia (Police Academy), regia di Hugh Wilson (1984)[1][2]
- Scuola di polizia 2 - Prima missione (Police Academy 2: Their First Assignment), regia di Jerry Paris (1985)[3][4]
- Scuola di polizia 3 - Tutto da rifare (Police Academy 3: Back in Training), regia di Jerry Paris (1986)
- Balle spaziali (Spaceballs), regia di Mel Brooks (1987)
- Scuola di polizia 4 - Cittadini in... guardia (Police Academy 4: Citizens on Patrol), regia di Jim Drake (1987)[5][6]
- Sing Sing chiama Wall Street (Buy & Cell), regia di Robert Boris (1988)
- Scuola di polizia 5 - Destinazione Miami (Police Academy 5: Assignment Miami Beach), regia di Alan Myerson (1988)
- Scuola di polizia 6 - La città è assediata (Police Academy 6: City Under Sieget), regia di Peter Bonerz (1989)
- Scuola di polizia - Missione a Mosca (Police Academy: Mission to Moscow), regia di Alan Metter (1994)
- La voce del cigno, regia di Richard Rich e Terry L. Noss (2001) voce
- The Biggest Fan, regia di Michael Criscione e Michael Meyer 2002
- RoboDoc, 2008
- Killing Hasselhoff, regia di Darren Grant (2017)

### Televisione
- Detective Extralarge (Detective Extralarge) (1993) - serie TV
- Scuola di polizia (Police Academy: The Series) - serie TV (1997-1998)
- Lavalantula, regia di Mike Mendez – film TV (2015)

## Doppiatori italiani
Nelle versioni in italiano delle opere in cui ha recitato, Michael Winslow è stato doppiato da:
- Loris Loddi in Scuola di polizia 4 - Cittadini in... guardia
- Tonino Accolla in Sing Sing chiama Wall Street
- Ermanno Ribaudo in Scuola di polizia
- Giuliano Santi in Scuola di polizia 3 - Tutto da rifare
- Vittorio De Angelis in Balle spaziali
- Gianluca Tusco in Scuola di polizia - Missione a Mosca
- Sandro Acerbo in Detective Extralarge
- Claudio Capone in Scuola di polizia (serie TV)